# Wu Hanxiong
Wu Hanxiong (chiń. 吴汉雄; ur. 21 stycznia 1981 w Shantou) – chiński szermierz, florecista, wicemistrz olimpijski i dwukrotny medalista mistrzostw świata.
Wystartował na igrzyskach olimpijskich w Atenach w 2004 roku, gdzie reprezentacja Chin w składzie: Dong Zhaozhi, Ye Chong, Wu Hanxiong i Wang Haibin zdobyła drużynowo srebrny medal. W zawodach indywidualnych zajął siódme miejsce. Były to jego jedyne starty olimpijskie.
Podczas mistrzostw świata w Lizbonie w 2002 roku wywalczył brązowy w zawodach indywidualnych. Wyprzedzili go tam tylko Włoch Simone Vanni i Niemiec André Weßels. Na rozgrywanych rok później mistrzostwach świata w Hawanie wspólnie z Wangiem Haibinem, Ye Chongiem i Zhou Rui zdobył srebrny medal w rywalizacji drużynowej.
Wywalczył także złoty medal drużynowo i brązowy indywidualnie na igrzyskach azjatyckich w Pusan w 2002 roku. Podczas igrzysk azjatyckich w Doha cztery lata później zdobył kolejny złoty medal w turnieju drużynowym.